# Palicourea vestita
Palicourea vestita är en måreväxtart som beskrevs av Paul Carpenter Standley. Palicourea vestita ingår i släktet Palicourea och familjen måreväxter. Inga underarter finns listade i Catalogue of Life.